# Гіларі Колдвелл
Гіларі Колдвелл (англ. Hilary Caldwell, нар. 13 березня 1991, Лондон, Канада) — канадська плавчиня, бронзова призерка Олімпійських ігор 2016 року.

## Виступи на Олімпійських іграх
| Олімпіада   | Дисципліна     | Місце |
| ----------- | -------------- | ----- |
| Лондон 2012 | 200 м на спині | 18    |
| Ріо 2016    | 200 м на спині | 3     |